# Boreoides subulatus
Espèce
Boreoides subulatus est une espèce australienne d'insectes diptères de la famille des Stratiomyidae.

## Galerie

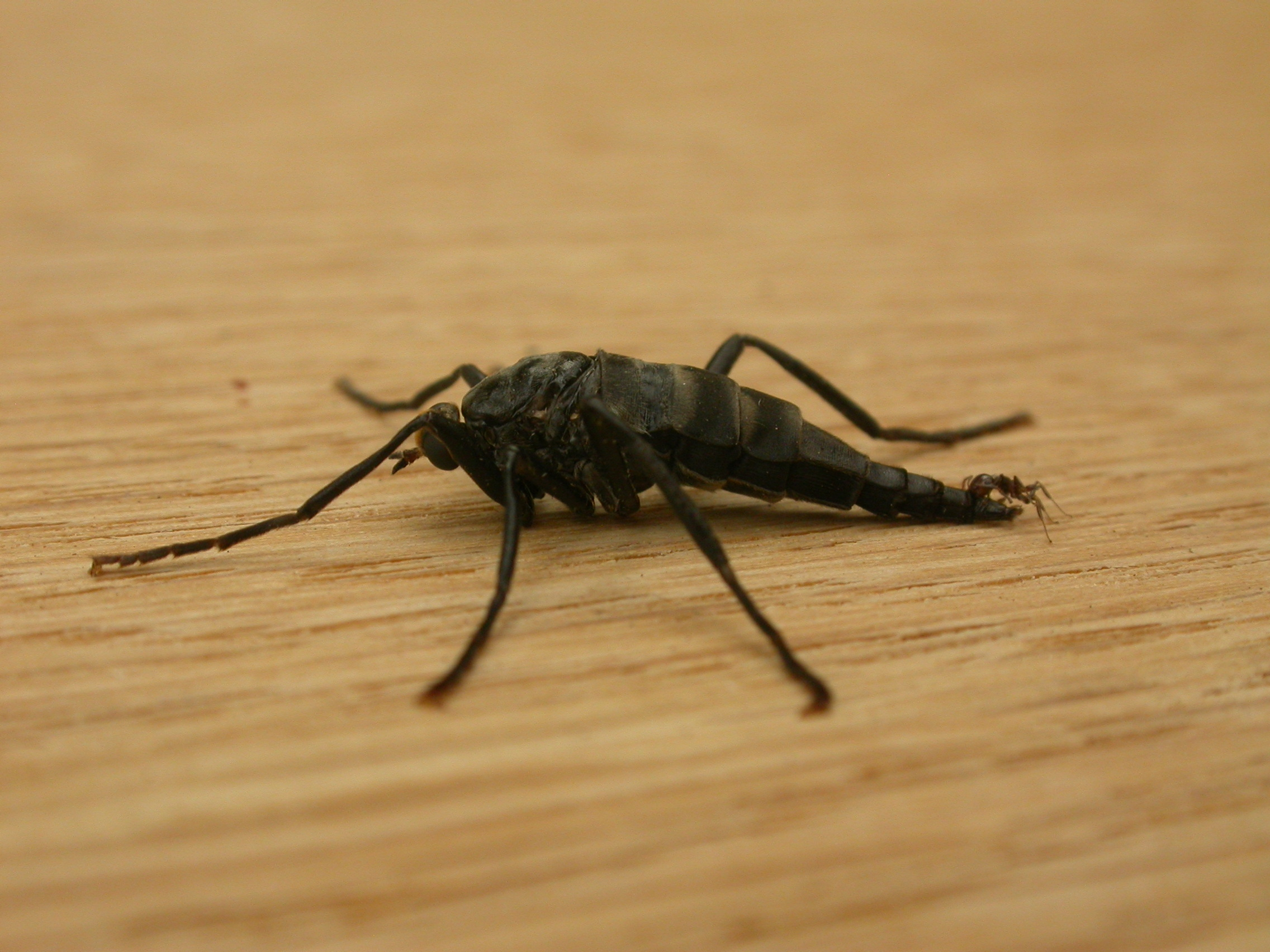